# Bipolare Nervenzelle

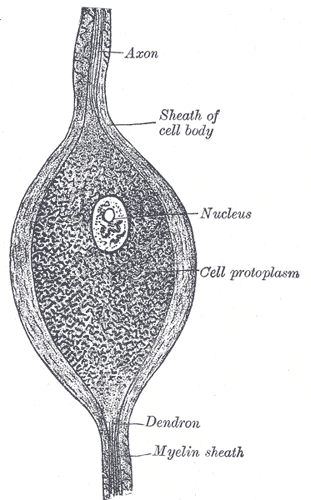
Ausschnitt (mit Zellkern) einer bipolaren Nervenzelle

Morphologische Unterscheidung von Nervenzellen:
1 unipolare Nervenzelle
2 bipolare Nervenzelle
3 multipolare Nervenzelle
4 pseudounipolare Nervenzelle

Eine bipolare Nervenzelle oder Bipolarzelle ist ein Neuron mit zwei an gegenüberliegenden Zellpolen ausgebildeten Fortsätzen, einem Dendriten und einem Neuriten. Wenn beide sehr ähnlich aufgebaut sind, wird auch von dendritischem bzw. neuritischem Axon gesprochen.
Bipolare Zellen knüpfen an hochspezialisierte Sensorneuronen, die die Signale der Rezeptorzellen von Geruchssinn (Riechzellen) und Sehsinn (Photorezeptoren) weiterleiten. Andere bipolare Nervenzellen vermitteln als Teil der sensoriellen Informationsübertragung die Signale der Rezeptorzellen, so auch von Geschmackssinn sowie von Tastsinn, Gehör und Gleichgewichtssinn.
Insgesamt treten sie am häufigsten als 2. Neuron der Netzhaut auf (siehe Bipolare Zellen der Retina) oder in den Ganglien des Nervus vestibulocochlearis (Hör-Gleichgewichtsnervs). Wenn genauere Angaben fehlen, bezieht sich der Begriff gewöhnlich auf die zur Netzhaut gehörenden Zellen.